# Murgese
Der Murgese ist eine italienische Pferderasse, die zu den Barockpferden zu zählen ist
Hintergrundinformationen zur Pferdebewertung und -zucht finden sich unter: Exterieur, Interieur und Pferdezucht.

## Exterieur
Bei mittlerer Größe stellt der Murgese ein derbes Wirtschaftspferd dar. Der Kopf ist hierbei sehr groß, geramst und wird von einem extrem kräftigen und hoch aufgesetzten Hals getragen. Die Schulter weist eine hinreichende Länge aus, fällt jedoch manchmal etwas steil aus. Der Widerrist und die Rückenlinie sind meist nicht optimal, die Kruppe hingegen ist gut bemuskelt und abgeschlagen. Der kompakte Rumpf bringt ausreichend Breite und Tiefe mit. Die stabilen Beine besitzen starke Gelenke und Röhrbeine, mit wenig Behang und guten Hufen.
Der Rassestandard ist wie folgt definiert:
Der Kopf soll von planem Profil oder leicht ramsköpfig sein, eine große Stirn mit viel Schopf, gleichmäßige Ohren, große und ausdrucksstarke Augen sowie weite und bewegliche Nüstern sind erwünscht. Der Hals soll muskulös, gut getragen und gut angesetzt sein und damit über eine üppige Mähne verfügen. Die Schulter soll leicht geneigt und muskulös sein.
Gut ausgeprägt und gut an der Schulter angesetzt soll der Widerrist sein, der Rücken soll laut Zuchtziel horizontal und gut getragen sein. Es wird eine kurze und muskulöse Lende angestrebt; die Kruppe soll proportioniert und muskulös, mittelstark geneigt und tendenziell etwas höher im Kreuz als der Widerrist sein.
Groß und muskulös soll die Brust sein, der Thorax gut entwickelt. Alle Gliedmaßen sollen solide mit mittellangem Unterarm sein, die Gelenke weit und breit. Bei den Gängen sind ein gelöster, sicherer Schritt und ein kadenzierter Trab das Ziel. Die Stellung soll regelmäßig beim; die Füße regelmäßig, gut ausgerichtet und mit festem und schwarzen Huf.
Der Rassestandard strebt im Alter von 30 Monaten ein Stockmaß von 155–168 cm (männlich) bzw. 150–162 cm (weiblich) an. Bei männlichen Tieren dieses Alters ist ein Brustumfang von 180 cm und einen Röhrbeinumfang von 20 cm angestrebt, bei weiblichen Tieren im selben Alter sind die Maße von 172 cm (Brustumfang) und 19 cm (Röhrbeinumfang) das Ziel.
Neben vielen Merkmalen, die für alle Pferderassen gelten sollen, kann man die verlangte starke Bemuskelung, einen eher flachen Rücken, eine leicht überbaute Kruppe und kadenzierten Trab als typisch ansehen.

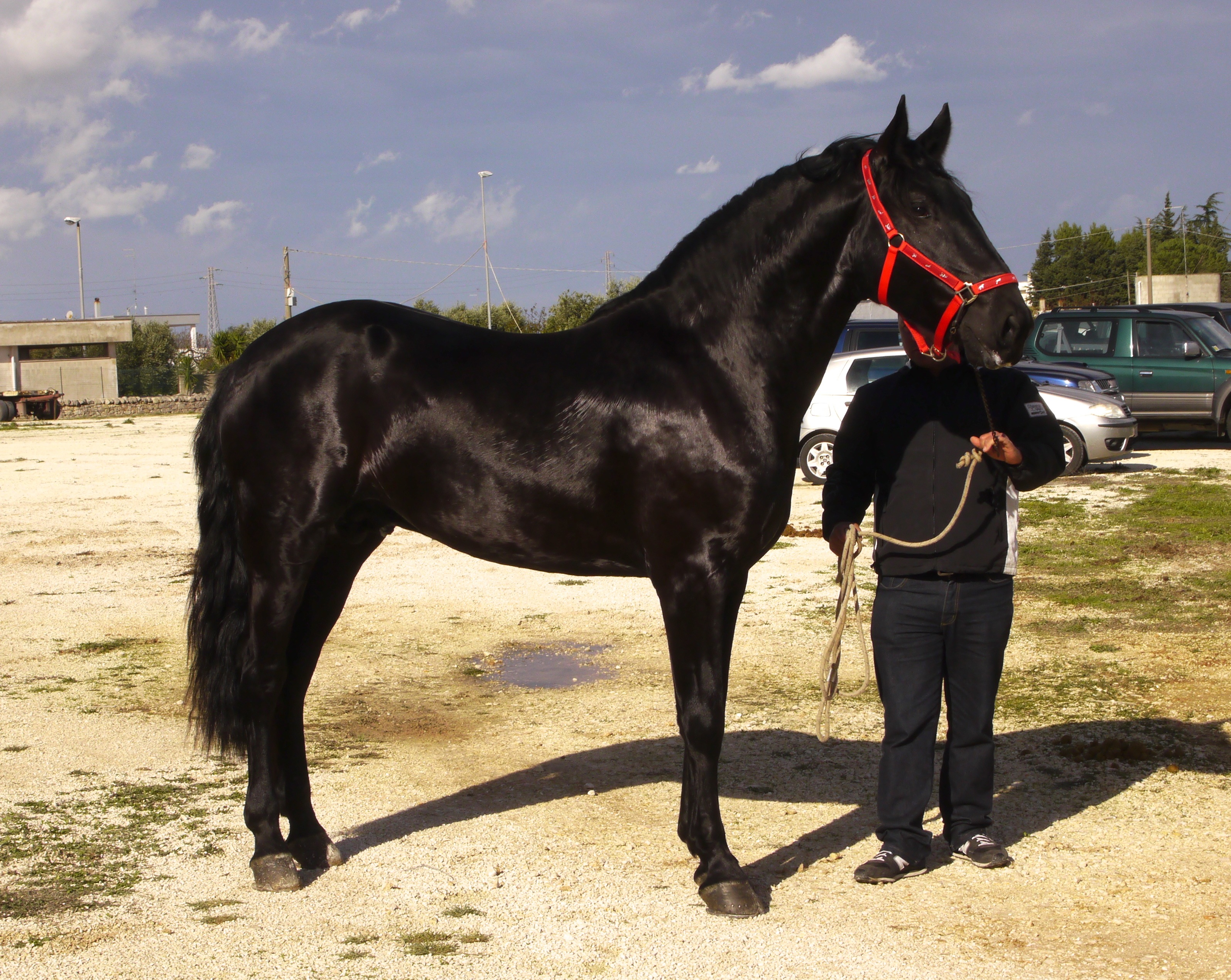
Zweieinhalbjähriger Hengst des Jahrgangs 2010 vom leichteren Typ

## Interieur
Der Murgese gilt in seinen Bewegungen als gebunden, trittsicher und ausdauernd, seine Reiteigenschaften sind hervorragend, insbesondere – wie bei allen Barockpferden – befähigt ihn sein kompakter Aufbau zu hoher Versammlung und kann auch eine Eignung für Schulen über der Erde nahelegen (abhängig vom Temperament).
Der Murgese soll laut Zuchtziel von ausgeglichenem und lebhaftem Temperament sein.

## Zuchtgeschichte
Der Murgese ist eine sehr alte Rasse, die sich bis in die Zeit des Staufer-Kaisers Friedrich II. (1194–1250) zurückverfolgen lässt. Dieser gründete in Neapel die erste hippologische Universität und besaß außerdem in Bari drei Hofgestüte, in denen er Rappen der Berberrasse züchtete.
In der Zeit der Renaissance wurde der Neapolitaner als Schulpferd hoch geschätzt. Nach einer Theorie des Bankiers Mauro Aurigi ist der Murgese der legitime Nachfolger dieser zuvor als ausgestorben bezeichneten Rasse, der trotz seiner zwischenzeitlich bäuerlichen Zucht und der Verwendung als Fleischlieferant viele der Rittigkeitsmerkmale behalten hat, einschließlich seiner Eignung zur Falknerei.
Der Murgese entstammt der Region Apulien, speziell der Provinz Bari und ist auch heute außerhalb dieses Gebietes kaum bekannt.
Im späten 19. Jahrhundert wurde die Zucht in bäuerliche Hände gegeben und die Pferde für landwirtschaftliche Zwecke eingesetzt. Ursprünglich sollen zwei Schläge der Rasse existiert haben, ein leichter Saumtier- und ein schwererer Arbeitstyp. Beide galten um 1900 als so gut wie ausgestorben.
1926 beschloss das italienische Landwirtschaftsministerium, die Rasse zu beleben und führte hierfür im Gestüt Foggia eine strenge Selektion ein, die eine Verbesserung erbringen sollte. Die heute offiziell registrierten Pferde können auf 9 Hengste und 46 Stuten zurückgeführt werden. Die heute bedeutenden Hengststämme Araldo, Granduca und Nerone wurden jedoch erst nach dem Zweiten Weltkrieg gegründet.
Mauro Aurigi fand in den 1970er Jahren Interesse an dieser, damals fast ausgestorbenen Rasse und verhalf dem Murgesen dank seines persönlichen Engagements zu mehr Popularität. Am Ende des 20. Jahrhunderts fand der Murgese neben dem Einsatz in der Forstwache Italiens auch seinen Platz im Reittourismus und bei der berittenen Polizei, so dass man die Bemühungen des Herrn Aurigi für das Fortbestehen der Rasse als langfristig erfolgreich ansehen darf.
Der Zuchtverband für Murgese und den Esel von Martina Franca hat seinen Sitz in Martina Franca. Es finden jährliche Zuchtschauen in Martina Franca und Noci statt. Der Anfangsbuchstabe der Pferdenamen richtet sich nach dem Geburtsjahr, wobei 2007 wieder bei „A“ begonnen wurde.